# 미량 아민
미량 아민(영어: trace amine)은 미량 아민 관련 수용체 1(TAAR1) 작용제의 내인성 그룹이며, 따라서 모노아민작동성 신경조절물질이다. 미량 아민은 구조적, 대사적으로 고전적 모노아민 신경전달물질과 관련이 있다. 고전적 모노아민에 비해 이들은 미량으로 존재한다. 미량 아민은 포유류의 뇌와 말초 신경 조직 전체에 걸쳐 이질적으로 분포되어 있으며, 높은 대사율을 보인다. 미량 아민은 모체 모노아민 신경전달물질 시스템 내에서 합성될 수 있지만, 이들 중 일부는 자체의 독립적인 신경전달물질 시스템을 구성할 수 있다는 증거가 있다.
미량 아민은 TAAR1이 공존하는 모노아민 뉴런의 시냅스 틈에서 모노아민 신경전달물질의 양을 조절하는 데 중요한 역할을 한다. 이들은 TAAR1 활성화를 통해 이러한 모노아민 뉴런에 대해 잘 알려진 시냅스 전 암페타민과 유사한 효과를 나타냈다. 구체적으로 뉴런에서 TAAR1을 활성화함으로써 시냅스 틈으로부터 모노아민 신경전달물질의 방출을 촉진하고 재흡수를 방지하며 활동 전위의 생성을 억제한다. 펜에틸아민과 암페타민은 사람의 도파민 뉴런에서 유사한 약력학을 보이는데, 두 화합물 모두 소포 모노아민 수송체 2(VMAT2)에서의 유출을 유도하고 비슷한 효능으로 TAAR1을 활성화시키기 때문이다.
도파민, 노르에피네프린, 세로토닌과 마찬가지로 미량 아민은 ADHD, 우울증, 조현병 등 사람의 다양한 정서 및 인지 장애에 영향을 미치는 것으로 알려져 있다. 미량 아민작동성 저기능은 특히 ADHD와 관련이 있는데, 그 이유는 ADHD 환자의 소변 및 혈장 펜에틸아민의 농도가 대조군에 비해 현저히 낮고, ADHD에 가장 흔히 처방되는 두 가지 약물인 암페타민과 메틸페니데이트는 치료에 반응하는 ADHD 환자의 펜에틸아민 생합성을 증가시키기 때문이다. ADHD 바이오마커에 대한 체계적 고찰의 결과, 소변의 펜에틸아민 수치가 ADHD 진단 바이오마커가 될 수 있음이 밝혀졌다.

## 미량 아민의 목록
사람의 미량 아민에는 다음과 같은 것들이 있다.
- 펜에틸아민(카테콜아민과 관련됨):
  - 펜에틸아민[5][6][15] (PEA)
  - N-메틸펜에틸아민[4][5][15] (내인성 암페타민 이성질체)
  - 페닐에탄올아민[16][15]
  - m-티라민[5][15]
  - p-티라민[5][15]
  - 3-메톡시티라민[4][15]
  - N-메틸티라민[4][5][15]
  - 노르페네프린[5][15]
  - p-옥토파민[5][15]
  - 시네프린[4][15]
- 티로나민 화합물:
  - 3-아이오도티로나민[6][15]
- 트립타민[4][6][15]

고전적 모노아민인 노르에피네프린, 세로토닌, 히스타민은 그 자체로는 미량 아민이 아니지만 모두 사람의 TAAR1 수용체의 부분 작용제이다. 도파민은 사람의 TAAR1에 대한 높은 친화력을 가지고 있는 작용제이다. N-메틸트립타민과 N,N-다이메틸트립타민은 사람의 내인성 아민이지만, 2015년을 기준으로 이들의 사람의 TAAR1에 대한 결합은 확인되지 않았다.

## 농도
미량 아민은 신경계에 미량 또는 매우 낮은 농도로 존재하기 때문에 이런 이름이 붙여졌다. 이러한 농도는 세로토닌, 도파민, 노르에피네프린과 같은 고전적인 모노아민 신경전달물질보다 훨씬 낮다. 그러나 모노아민 산화효소에 대한 강한 민감성에 따른 미량 아민의 빠른 대사 회전율은 이들이 정상 상태 측정으로 예측한 것보다 훨씬 높은 농도로 화학적 시냅스로 존재할 수 있음을 시사한다.

## 역사
이 연구의 역사적 발전을 특히 잘 논의한 미량 아민 관련 수용체에 대한 철저한 검토는 그랜디(Grandy)의 검토이다.

## 같이 보기
- 신경전달물질
- 모노아민 신경전달물질
- 미량 아민 관련 수용체 (TAAR)
- TAAR1

## 주해
1. ↑  특정 미량 아민(예: 펜에틸아민)은 소포 모노아민 수송체인 VMAT2를 기능적으로 억제하지만, 다른 아민(예: 옥토파민)은 그렇지 않다. 모노아민 뉴런에서 VMAT2 기능을 억제하지 않는 미량 아민은 VMAT2 기능을 억제하는 아민만큼 효과적으로 신경전달물질을 방출하지 않는다.